# Chińska Republika Ludowa na Zimowych Igrzyskach Olimpijskich 2010

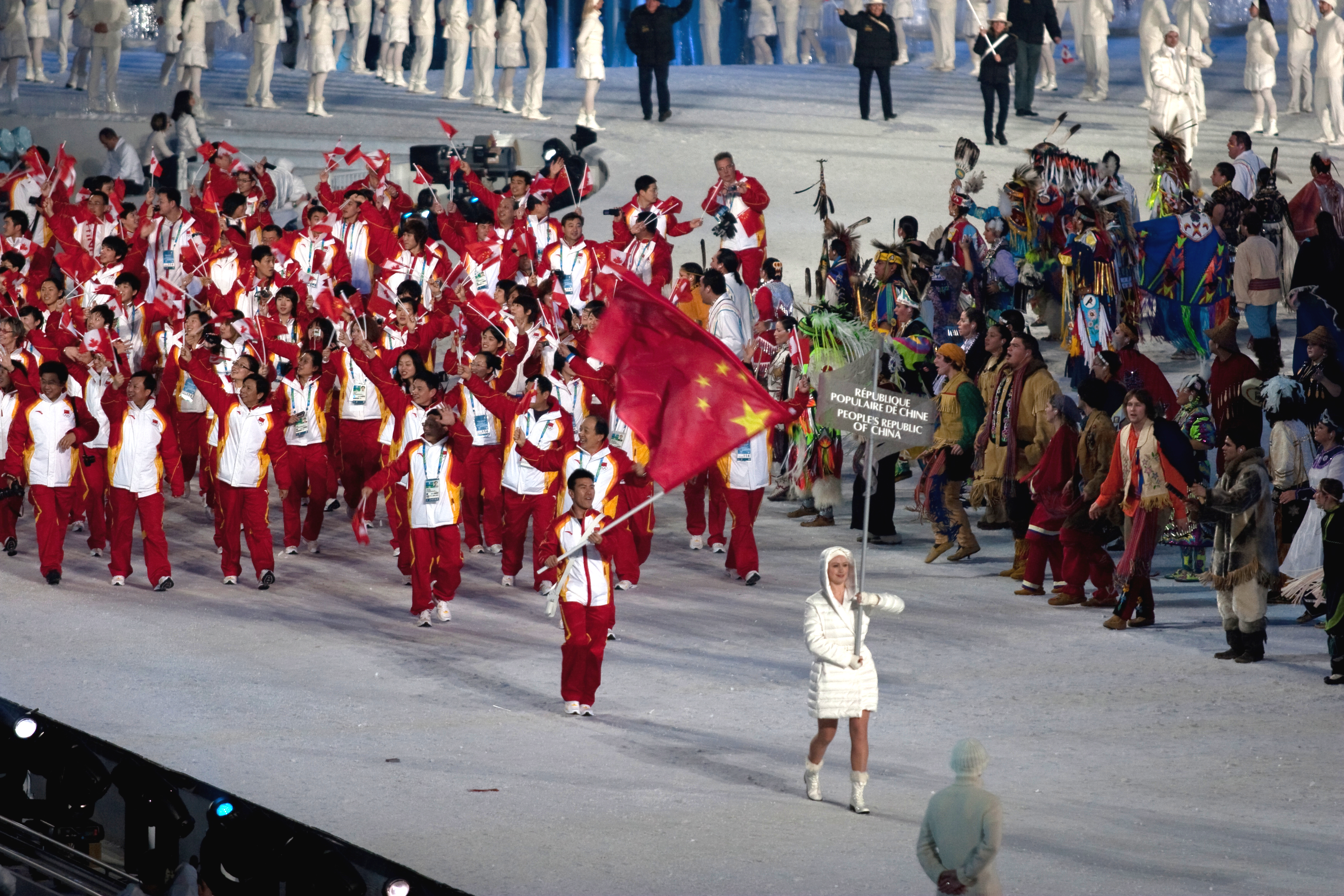
Reprezentacja Chin podczas ceremonii otwarcia igrzysk olimpijskich

Chińską Republikę Ludową na Zimowych Igrzyskach Olimpijskich 2010 reprezentowało dziewięćdziesięciu trzech zawodników.

## Narciarstwo alpejskie
Kobiety
| Zawodniczka | Konkurencja       | Konkurencja       | Konkurencja   | Konkurencja   | Konkurencja       | Konkurencja               | Konkurencja               | Konkurencja               |
| Zawodniczka | Slalom gigant     | Slalom gigant     | Slalom gigant | Slalom gigant | Slalom specjalny  | Slalom specjalny          | Slalom specjalny          | Slalom specjalny          |
| Zawodniczka | Czas 1. przejazdu | Czas 2. przejazdu | Czas łączny   | Pozycja       | Czas 1. przejazdu | Czas 2. przejazdu         | Czas łączny               | Pozycja                   |
| ----------- | ----------------- | ----------------- | ------------- | ------------- | ----------------- | ------------------------- | ------------------------- | ------------------------- |
| Xia Lina    | 1:30,41           | 1:28,48           | 2:58,89       | 59.           | 1:10,60           | Nie ukończyła 2.przejazdu | Nie ukończyła 2.przejazdu | Nie ukończyła 2.przejazdu |

Mężczyźni
| Zawodnik | Konkurencja       | Konkurencja       | Konkurencja   | Konkurencja   | Konkurencja       | Konkurencja       | Konkurencja      | Konkurencja      |
| Zawodnik | Slalom gigant     | Slalom gigant     | Slalom gigant | Slalom gigant | Slalom specjalny  | Slalom specjalny  | Slalom specjalny | Slalom specjalny |
| Zawodnik | Czas 1. przejazdu | Czas 2. przejazdu | Czas łączny   | Pozycje       | Czas 1. przejazdu | Czas 2. przejazdu | Czas łączny      | Pozycja          |
| -------- | ----------------- | ----------------- | ------------- | ------------- | ----------------- | ----------------- | ---------------- | ---------------- |
| Li Lei   | 1:30,36           | 1:36,90           | 3:07,26       | 75.           | 59,43             | 1:01,43           | 2:00,86          | 43.              |

## Biathlon
Kobiety
| Zawodnik                                             | Konkurencja               | Czas biegu | Kary | Pozycja |
| ---------------------------------------------------- | ------------------------- | ---------- | ---- | ------- |
| Song Chaoqing                                        | Sprint kobiet – 7,5 km    | 21:38,2    | 2    | 32.     |
| Kong Yingchao                                        | Sprint kobiet – 7,5 km    | 22:30,9    | 2    | 61.     |
| Wang Chunli                                          | Sprint kobiet – 7,5 km    | 22:13,4    | 3    | 50.     |
| Liu Xianying                                         | Sprint kobiet – 7,5 km    | 22:14,6    | 3    | 51.     |
| Liu Xianying                                         | Bieg pościgowy – 10 km    | 33:41,2    | 2    | 30.     |
| Wang Chunli                                          | Bieg pościgowy – 10 km    | 34:01,8    | 2    | 35.     |
| Song Chaoqing                                        | Bieg pościgowy – 10 km    | 34:46,6    | 5    | 43.     |
| Liu Xianying                                         | Bieg indywidualny – 15 km | 43:16,2    | 2    | 20.     |
| Song Chaoqing                                        | Bieg indywidualny – 15 km | 46:30,3    | 4    | 53.     |
| Wang Chunli                                          | Bieg indywidualny – 15 km | 44:18,0    | 3    | 33.     |
| Kong Yingchao                                        | Bieg indywidualny – 15 km | 46:46,2    | 4    | 58.     |
| Wang Chunli Liu Xianying Kong Yingchao Song Chaoqing | Sztafeta 4 × 7,5 km       | 1:12:16,9  | 0    | 9.      |

Mężczyźni
| Zawodnik      | Konkurencja       | Czas biegu | Kary | Pozycja |
| ------------- | ----------------- | ---------- | ---- | ------- |
| Zhang Chengye | Sprint mężczyzn   | 26:19,9    | 1    | 32.     |
| Zhang Chengye | Bieg pościgowy    | 36:28,7    | 5    | 35.     |
| Zhang Chengye | Bieg indywidualny | 51:31,0    | 3    | 19.     |

## Biegi narciarskie
Kobiety
| Zawodnik              | Konkurencja   | Czas      | Pozycja |
| --------------------- | ------------- | --------- | ------- |
| Li Hongxue            | Bieg na 10 km | 27:05,7   | 35.     |
| Li Xin                | Bieg na 10 km | 29:38,5   | 64.     |
| Li Hongxue            | Bieg na 30 km | 1:37:50,4 | 31.     |
| Li Hongxue            | Bieg łączony  | 43:24,3   | 37.     |
| Man Dandan            | Sprint        | 4:08,55   | 51.     |
| Man Dandan Li Hongxue | Sprint kobiet | 20:02,7   | 16.     |

Mężczyźni
| Zawodnik               | Konkurencja      | Czas    | Pozycja |
| ---------------------- | ---------------- | ------- | ------- |
| Xu Wenlong             | Bieg na 15 km    | 37:39,5 | 68.     |
| Sun Qinghai            | Sprint           | 3:43,1  | 21.     |
| Sun Qinghai Xu Wenlong | Sprint drużynowy | 19:43,1 | 19.     |

## Curling

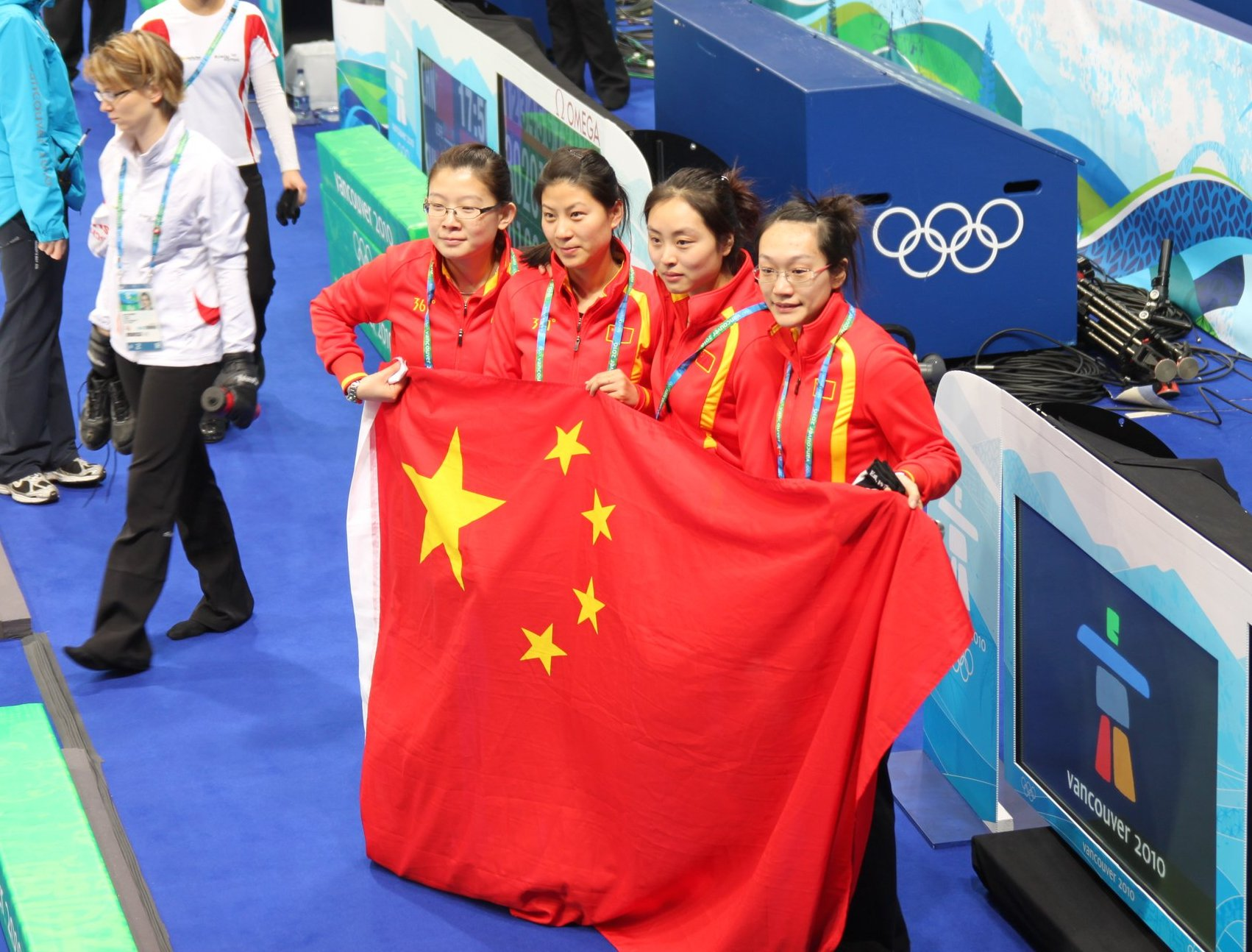
Chińskie curlerki po zdobyciu brązowego medalu

Kobiety – 
| Imię i nazwisko |
| --------------- |
| Wang Bingyu     |
| Liu Yin         |
| Yue Qingshuang  |
| Zhou Yan        |
| Liu Jinli       |

### Turniej kobiet
| #  | Kraj              | Mecze | Mecze | Kamienie | Kamienie |
| #  | Kraj              | W     | P     | W        | P        |
| -- | ----------------- | ----- | ----- | -------- | -------- |
| 1  | Kanada            | 8     | 1     | 56       | 37       |
| 2  | Szwecja           | 7     | 2     | 56       | 52       |
| 3  | Chiny             | 6     | 3     | 61       | 47       |
| 4  | Szwajcaria        | 6     | 3     | 67       | 48       |
| 5  | Dania             | 4     | 5     | 49       | 61       |
| 6  | Niemcy            | 3     | 6     | 52       | 56       |
| 7  | Wielka Brytania   | 3     | 6     | 54       | 59       |
| 8  | Japonia           | 3     | 6     | 64       | 70       |
| 9  | Rosja             | 3     | 6     | 53       | 60       |
| 10 | Stany Zjednoczone | 2     | 7     | 43       | 65       |

     Awans do półfinałów
| Tor | Kraj | Kraj            | 1 | 2 | 3 | 4 | 5 | 6 | 7 | 8 | 9 | 10 | 11 | Ogółem |
| A   |      | Chiny           | 0 | 1 | 0 | 0 | 0 | 0 | 0 | 1 | 0 | 2  | 0  | 4      |
| A   |      | Wielka Brytania |   | 0 | 0 | 0 | 1 | 2 | 0 | 0 | 0 | 1  | 0  | 5      |

| Tor | Kraj | Kraj       | 1 | 2 | 3 | 4 | 5 | 6 | 7 | 8 | 9 | 10 | Ogółem |
| C   |      | Chiny      | 0 | 1 | 0 | 0 | 4 | 0 | 1 | 1 | 0 | 1  | 8      |
| C   |      | Szwajcaria | 2 | 0 | 0 | 1 | 0 | 1 | 0 | 0 | 2 | 0  | 6      |

| Tor | Kraj | Kraj    | 1 | 2 | 3 | 4 | 5 | 6 | 7 | 8 | 9 | 10 | Ogółem |
| B   |      | Chiny   | 2 | 0 | 0 | 0 | 2 | 0 | 2 | 0 | 0 | 3  | 9      |
| B   |      | Japonia | 0 | 1 | 0 | 1 | 0 | 1 | 0 | 2 | 0 | 0  | 5      |

| Tor | Kraj | Kraj  | 1 | 2 | 3 | 4 | 5 | 6 | 7 | 8 | 9 | 10 | Ogółem |
| C   |      | Chiny | 1 | 2 | 1 | 2 | 0 | 5 | x | x | x | x  | 11     |
| C   |      | Dania | 0 | 0 | 0 | 0 | 1 | 0 | x | x | x | x  | 1      |

| Tor | Kraj | Kraj    | 1 | 2 | 3 | 4 | 5 | 6 | 7 | 8 | 9 | 10 | Ogółem |
| B   |      | Szwecja | 1 | 0 | 1 | 0 | 2 | 0 | 0 | 1 | 0 | 1  | 6      |
| B   |      | Chiny   | 0 | 0 | 0 | 1 | 0 | 0 | 1 | 0 | 2 | 0  | 4      |

| Tor | Kraj | Kraj   | 1 | 2 | 3 | 4 | 5 | 6 | 7 | 8 | 9 | 10 | 11 | Ogółem |
| D   |      | Niemcy | 0 | 1 | 0 | 2 | 0 | 2 | 0 | 1 | 0 | 1  | 0  | 7      |
| D   |      | Chiny  |   | 1 | 0 | 1 | 0 | 2 | 0 | 2 | 0 | 1  | 0  | 9      |

| Tor | Kraj | Kraj   | 1 | 2 | 3 | 4 | 5 | 6 | 7 | 8 | 9 | 10 | 11 | Ogółem |
| A   |      | Chiny  | 2 | 1 | 0 | 1 | 0 | 0 | 0 | 1 | 0 | 0  | 1  | 6      |
| A   |      | Kanada |   | 0 | 0 | 1 | 0 | 1 | 1 | 1 | 0 | 0  | 1  | 5      |

| Tor | Kraj | Kraj  | 1 | 2 | 3 | 4 | 5 | 6 | 7 | 8 | 9 | 10 | Ogółem |
| A   |      | Rosja | 0 | 0 | 3 | 0 | 1 | 0 | 1 | 1 | 1 | x  | 7      |
| A   |      | Chiny | 1 | 0 | 0 | 1 | 0 | 2 | 0 | 0 | 0 | x  | 4      |

| Tor | Kraj | Kraj              | 1 | 2 | 3 | 4 | 5 | 6 | 7 | 8 | 9 | 10 | Ogółem |
| C   |      | Stany Zjednoczone | 0 | 1 | 1 | 0 | 0 | 2 | 0 | 1 | 0 | 0  | 5      |
| C   |      | Chiny             | 1 | 0 | 0 | 2 | 1 | 0 | 1 | 0 | 0 | 1  | 6      |

### Półfinał
| Tor | Kraj | Kraj    | 1 | 2 | 3 | 4 | 5 | 6 | 7 | 8 | 9 | 10 | Ogółem |
| B   |      | Chiny   | 0 | 0 | 0 | 1 | 0 | 1 | 1 | 0 | 1 | x  | 4      |
| B   |      | Szwecja | 1 | 1 | 1 | 0 | 3 | 0 | 0 | 3 | 0 | x  | 9      |

### Mecz o 3. miejsce
| Tor | Kraj | Kraj       | 1 | 2 | 3 | 4 | 5 | 6 | 7 | 8 | 9 | 10 | Ogółem |
| C   |      | Chiny      | 3 | 0 | 2 | 0 | 1 | 0 | 2 | 4 | x | x  | 12     |
| C   |      | Szwajcaria | 0 | 1 | 0 | 3 | 0 | 2 | 0 | 0 | x | x  | 6      |

### Turniej mężczyzn
| Imię i nazwisko |
| --------------- |
| Wang Fengchun   |
| Liu Rui         |
| Xu Xiaoming     |
| Li Hongchen     |
| Zang Jialang    |

| #  | Kraj              | Mecze | Mecze | Kamienie | Kamienie |
| #  | Kraj              | W     | P     | W        | P        |
| -- | ----------------- | ----- | ----- | -------- | -------- |
| 1  | Kanada            | 9     | 0     | 75       | 36       |
| 2  | Norwegia          | 7     | 2     | 64       | 43       |
| 3  | Szwajcaria        | 6     | 3     | 53       | 44       |
| 4  | Szwecja           | 5     | 4     | 50       | 52       |
| 4  | Wielka Brytania   | 5     | 4     | 57       | 44       |
| 6  | Niemcy            | 4     | 5     | 48       | 60       |
| 7  | Francja           | 3     | 6     | 37       | 63       |
| 8  | Chiny             | 2     | 7     | 52       | 60       |
| 9  | Dania             | 2     | 7     | 45       | 63       |
| 10 | Stany Zjednoczone | 2     | 7     | 43       | 59       |

     Awans do półfinałów
| Tor | Kraj | Kraj    | 1 | 2 | 3 | 4 | 5 | 6 | 7 | 8 | 9 | 10 | Ogółem |
| B   |      | Chiny   | 0 | 0 | 0 | 1 | 0 | 0 | 3 | 0 | 1 | 0  | 5      |
| B   |      | Francja | 1 | 0 | 0 | 0 | 1 | 2 | 0 | 0 | 0 | 2  | 6      |

| Tor | Kraj | Kraj  | 1 | 2 | 3 | 4 | 5 | 6 | 7 | 8 | 9 | 10 | Ogółem |
| C   |      | Dania | 0 | 1 | 0 | 0 | 0 | 0 | 0 | x | x | x  | 1      |
| C   |      | Chiny | 1 | 0 | 3 | 2 | 1 | 0 | 1 | x | x | x  | 8      |

| Tor | Kraj | Kraj    | 1 | 2 | 3 | 4 | 5 | 6 | 7 | 8 | 9 | 10 | 11 | Ogółem |
| A   |      | Szwecja | 0 | 1 | 0 | 0 | 0 | 2 | 0 | 1 | 1 | 0  | 1  | 6      |
| A   |      | Chiny   |   | 1 | 0 | 1 | 1 | 0 | 0 | 1 | 0 | 0  | 1  | 5      |

| Tor | Kraj | Kraj     | 1 | 2 | 3 | 4 | 5 | 6 | 7 | 8 | 9 | 10 | Ogółem |
| D   |      | Norwegia | 1 | 0 | 1 | 0 | 0 | 1 | 0 | 2 | 0 | 2  | 7      |
| D   |      | Chiny    | 0 | 1 | 0 | 1 | 0 | 0 | 1 | 0 | 2 | 0  | 5      |

| Tor | Kraj | Kraj            | 1 | 2 | 3 | 4 | 5 | 6 | 7 | 8 | 9 | 10 | Ogółem |
| C   |      | Chiny           | 0 | 0 | 1 | 0 | 1 | 0 | 0 | 2 | 0 | x  | 4      |
| C   |      | Wielka Brytania | 1 | 0 | 0 | 2 | 0 | 3 | 2 | 0 | 1 | x  | 9      |

| Tor | Kraj | Kraj       | 1 | 2 | 3 | 4 | 5 | 6 | 7 | 8 | 9 | 10 | Ogółem |
| A   |      | Szwajcaria | 0 | 0 | 2 | 0 | 3 | 0 | 2 | 0 | 2 | x  | 9      |
| A   |      | Chiny      | 0 | 1 | 0 | 2 | 0 | 1 | 0 | 1 | 0 | x  | 5      |

| Tor | Kraj | Kraj   | 1 | 2 | 3 | 4 | 5 | 6 | 7 | 8 | 9 | 10 | Ogółem |
| C   |      | Niemcy | 0 | 0 | 1 | 0 | 2 | 1 | 0 | 2 | 0 | 1  | 7      |
| C   |      | Chiny  | 2 | 1 | 0 | 1 | 0 | 0 | 1 | 0 | 1 | 0  | 6      |

| Tor | Kraj | Kraj              | 1 | 2 | 3 | 4 | 5 | 6 | 7 | 8 | 9 | 10 | Ogółem |
| C   |      | Chiny             | 3 | 0 | 1 | 1 | 0 | 0 | 3 | 0 | 3 | x  | 11     |
| C   |      | Stany Zjednoczone | 0 | 2 | 0 | 0 | 1 | 1 | 0 | 1 | 0 | x  | 5      |

| Tor | Kraj | Kraj   | 1 | 2 | 3 | 4 | 5 | 6 | 7 | 8 | 9 | 10 | Ogółem |
| A   |      | Chiny  | 0 | 1 | 0 | 1 | 0 | 1 | 0 | x | x | x  | 3      |
| A   |      | Kanada | 4 | 0 | 1 | 0 | 1 | 0 | 4 | x | x | x  | 10     |

## Łyżwiarstwo figurowe
| Zawodnik             | Konkurencja   | Program krótki | Program krótki | Program dowolny | Program dowolny | Łączna nota | Pozycja |
| Zawodnik             | Konkurencja   | Nota           | Pozycja        | Nota            | Pozycja         | Łączna nota | Pozycja |
| -------------------- | ------------- | -------------- | -------------- | --------------- | --------------- | ----------- | ------- |
| Liu Yan              | Solistki      | 51,74          | 19.            | 91,73           | 18.             | 143,47      | 19.     |
| Shen Xue Zhao Hongbo | Pary sportowe | 76,66          | 1.             | 139,91          | 2.              | 216,57      | złoto   |
| Pang Qing Tong Jian  | Pary sportowe | 71,50          | 4.             | 141,81          | 1.              | 213,31      | srebro  |
| Zhang Dan Zhang Hao  | Pary sportowe | 71,28          | 5.             | 123,06          | 4.              | 194,34      | 5.      |

| Zawodnik                | Konkurencja     | Taniec obowiązkowy | Taniec obowiązkowy | Taniec Oryginalny | Taniec Oryginalny | Taniec dowolny | Taniec dowolny | Łączna nota | Pozycja |
| Zawodnik                | Konkurencja     | Nota               | Pozycja            | Nota              | Pozycja           | Nota           | Pozycja        | Łączna nota | Pozycja |
| ----------------------- | --------------- | ------------------ | ------------------ | ----------------- | ----------------- | -------------- | -------------- | ----------- | ------- |
| Huang Xintong Zheng Xun | Tańce na lodzie | 29,22              | 19.                | 45,03             | 20.               | 71,27          | 20.            | 145,52      | 19.     |

## Narciarstwo dowolne
Kobiety
| Li Nina      | Skoki akrobatyczne | 97,11 | 94,99  | 192,10 | 2. | 99,40  | 107,83 | 207,23 | srebro |
| Guo Xinxin   | Skoki akrobatyczne | 88,08 | 101,08 | 189,16 | 3. | 98,82  | 106,40 | 205,22 | brąz   |
| Cheng Shuang | Skoki akrobatyczne | 94,29 | 86,62  | 180,91 | 4. | 108,74 | 82,87  | 191,61 | 6.     |
| Xu Mengtao   | Skoki akrobatyczne | 92,74 | 75,81  | 168,55 | 8. | 94,64  | 93,23  | 187,87 | 7.     |

Mężczyźni
| Jia Zongyang  | Skoki akrobatyczne | 120,80 | 121,72 | 242,52 | 1.  | 119,47        | 118,10        | 237,57        | 6.            |
| Qi Guangpu    | Skoki akrobatyczne | 108,60 | 121,68 | 230,28 | 10. | 115,38        | 119,47        | 234,85        | 7.            |
| Liu Zhongqing | Skoki akrobatyczne | 124,78 | 104,89 | 229,67 | 11. | 119,91        | 122,62        | 242,53        | brąz          |
| Han Xiaopeng  | Skoki akrobatyczne | 111,95 | 80,57  | 192,52 | 21. | Nie awansował | Nie awansował | Nie awansował | Nie awansował |

## Hokej na lodzie

### Turniej kobiet
Reprezentacja kobiet
| - Han Danni - Jia Dandan - Shi Yao - Jiang Na - Liu Zhixin - Lou Yue - Qi Xueting - Tan Anqi - Wang Nan - Yu Baiwei - Zhang Shuang - Zhang Mengying |  | - Cui Shanshan - Gao Fujin - Huang Haijing - Huo Cui - Jin Fengling - Ma Rui - Su Ziwei - Sun Rui - Tang Liang - Wang Linuo - Zhang Ben |

Reprezentacja Chin brała udział w rozgrywkach grupy B turnieju olimpijskiego, w której zajęła 4. miejsce. Ostatecznie została sklasyfikowana na 7. miejscu.

### Runda pierwsza
Grupa B
| Drużyna           | M | Mecze | Mecze | Mecze | Bramki | Bramki | Bramki | Pkt |
| Drużyna           | M | W     | R     | P     | +      | –      | +/−    | Pkt |
| ----------------- | - | ----- | ----- | ----- | ------ | ------ | ------ | --- |
| Stany Zjednoczone | 3 | 3     | 0     | 0     | 31     | 1      | +30    | 9   |
| Finlandia         | 3 | 2     | 0     | 1     | 7      | 8      | -1     | 6   |
| Rosja             | 3 | 1     | 0     | 2     | 3      | 19     | -16    | 3   |
| Chiny             | 3 | 0     | 0     | 3     | 3      | 16     | -13    | 0   |

Wyniki
| 14 lutego 2010 | Stany Zjednoczone | 12:1 | Chiny | UBC Winter Sports Centre, Vancouver |

| Szczegóły      | Szczegóły | Szczegóły       | Szczegóły          | Szczegóły                               |
| -------------- | --- | --------------- | ------------------ | --------------------------------------- |
| Godzina: 12:00 | Angela Ruggiero 02:50 Kelli Stack 09:56 Jenny Potter 14:22 Meghan Duggan 17:40 Jenny Potter 18:01 Jenny Potter 21:18 Lisa Chesson 23:46 Jocelyne Lamoureux 39:39 Meghan Duggan 43:59 Molly Engstrom 50:43 Natalie Darwitz 54:43 Julie Chu 59:21 | (5:0, 3:0, 4;1) | 57:39 Jin Fengling | Widzów: 5278 Sędzia główny: Ulla Sipila |

| 16 lutego 2010 | Finlandia | 2:1 | Chiny | UBC Winter Sports Centre, Vancouver |

| Szczegóły      | Szczegóły                                            | Szczegóły       | Szczegóły             | Szczegóły                               |
| -------------- | ---------------------------------------------------- | --------------- | --------------------- | --------------------------------------- |
| Godzina: 19:00 | Karoliina Rantamaki 29:13 (PP) Venla Hovi 32:02 (EQ) | (0:1, 2:0, 0:0) | 18:10 (EQ) Linuo Wang | Widzów: 5317 Sędzia główny: Joy Tottman |

| 18 lutego 2010 | Chiny | 1:2 | Rosja | UBC Winter Sports Centre, Vancouver |

| Szczegóły      | Szczegóły               | Szczegóły       | Szczegóły                                                    | Szczegóły                                  |
| -------------- | ----------------------- | --------------- | ------------------------------------------------------------ | ------------------------------------------ |
| Godzina: 19:00 | Fengling Jin 37:38 (EQ) | (0:0, 1:2, 0:0) | 24:23 (EQ) Jekaterina Smolentsjewa 36:02 (PP) Marina Sergina | Widzów: 5391 Sędzia główny: Mary Anne Gage |

### Mecze o miejsca 5-8
| 20 lutego 2010 | Szwajcaria | 6:0 | Chiny | UBC Winter Sports Centre, Vancouver |

| Szczegóły      | Szczegóły | Szczegóły       | Szczegóły | Szczegóły                                 |
| -------------- | --- | --------------- | --------- | ----------------------------------------- |
| Godzina: 14:30 | Kathrin Lehmann 07:02 Stefanie Marty 07:53 Lucrece Nussbaum 27:12 Stefanie Marty 39:44 Stefanie Marty 54:54 Stefanie Marty 58:48 | (2:0, 2:0, 2:0) |           | Widzów: 5454 Sędzia główny: Leah Wrazidlo |

### Mecz o siódme miejsce
| 22 lutego 2010 | Chiny | 3:1 | Słowacja | UBC Winter Sports Centre, Vancouver |

| Szczegóły      | Szczegóły                                       | Szczegóły       | Szczegóły              | Szczegóły                               |
| -------------- | ----------------------------------------------- | --------------- | ---------------------- | --------------------------------------- |
| Godzina: 14:00 | Wang Linuo 37:15 Sun Rui 45:04 Wang Linuo 51:44 | (0:1, 1:0, 2:0) | 10:37 Petra Pravliková | Widzów: 5284 Sędzia główny: Joy Tottman |

## Short track
Kobiety
| Konkurencja          | Zawodniczka                              | Kwalifikacje | Kwalifikacje | Ćwierćfinał    | Ćwierćfinał    | Półfinał        | Półfinał        | Finał           | Finał   |
| Konkurencja          | Zawodniczka                              | Czas         | Miejsce      | Czas           | Miejsce        | Czas            | Miejsce         | Czas            | Miejsce |
| -------------------- | ---------------------------------------- | ------------ | ------------ | -------------- | -------------- | --------------- | --------------- | --------------- | ------- |
| Bieg na 500 metrów   | Wang Meng                                | 43,926       | 1.           | 43,284         | 1.             | 42,985          | 1.              | 43,048          | złoto   |
| Bieg na 500 metrów   | Zhou Yang                                | 44,115       | 1.           | 44,106         | 1.             | 43,992          | 3.              | 44,725          | 5.      |
| Bieg na 500 metrów   | Zhao Nannan                              | 1:02,132     | 4.           | Nie awansowała | Nie awansowała | Nie awansowała  | Nie awansowała  | Nie awansowała  | 30.     |
| Bieg na 1000 metrów  | Sun Linlin                               | 1:30,629     | 2.           | 1:30,589       | 3.             | Nie awansowała  | Nie awansowała  | Nie awansowała  | 10.     |
| Bieg na 1000 metrów  | Wang Meng                                | 1:30,958     | 1.           | 1:32,267       | 1.             | 1:30,573        | 2.              | 1:29,213        | złoto   |
| Bieg na 1000 metrów  | Zhou Yang                                | 1:30,781     | 1.           | 1:29,849       | 1.             | 1:29,049        | 1.              | Dyskwalifikacja | 8.      |
| Bieg na 1500 metrów  | Sun Linlin                               | 2:24,031     | 1.           |                |                | 2:24,777        | 3.              | 2:42,960        | 10.     |
| Bieg na 1500 metrów  | Zhou Yang                                | 2:24,504     | 2.           |                |                | 2:21,049        | 2.              | 2:16,993        | złoto   |
| Bieg na 1500 metrów  | Wang Meng                                | 2:29,316     | 1.           |                |                | Dyskwalifikacja | Dyskwalifikacja | Nie awansowała  | 18.     |
| Sztafeta 3000 metrów | Sun Linlin Wang Meng Zhang Hui Zhou Yang |              |              |                |                | 4:08,797        | 1.              | 4:06,610        | złoto   |

Mężczyźni
| Konkurencja          | Zawodnik                                         | Kwalifikacje    | Kwalifikacje    | Ćwierćfinał        | Ćwierćfinał        | Półfinał           | Półfinał           | Finał              | Finał              |
| Konkurencja          | Zawodnik                                         | Czas            | Miejsce         | Czas               | Miejsce            | Czas               | Miejsce            | Czas               | Miejsce            |
| -------------------- | ------------------------------------------------ | --------------- | --------------- | ------------------ | ------------------ | ------------------ | ------------------ | ------------------ | ------------------ |
| Bieg na 500 metrów   | Liang Wenhao                                     | Dyskwalifikacja | Dyskwalifikacja | Nie sklasyfikowany | Nie sklasyfikowany | Nie sklasyfikowany | Nie sklasyfikowany | Nie sklasyfikowany | Nie sklasyfikowany |
| Bieg na 500 metrów   | Ma Yunfeng                                       | 41,954          | 3.              | Nie awansował      | Nie awansował      | Nie awansował      | Nie awansował      | Nie awansował      | 17.                |
| Bieg na 500 metrów   | Han Jialiang                                     | 41,869          | 1.              | 41,443             | 3.                 | Nie awansował      | Nie awansował      | Nie awansował      | 10.                |
| Bieg na 1000 metrów  | Ma Yunfeng                                       | 1:25,814        | 4.              | Nie awansował      | Nie awansował      | Nie awansował      | Nie awansował      | Nie awansował      | 25.                |
| Bieg na 1000 metrów  | Han Jialiang                                     | 1:26,479        | 1.              | 1:25,856           | 2.                 | 1:25,462           | 4.                 | 1:32,023           | 6.                 |
| Bieg na 1000 metrów  | Liang Wenhao                                     | 1:26,249        | 2.              | 1:25,060           | 3.                 | Nie awansował      | Nie awansował      | Nie awansował      | 10.                |
| Bieg na 1500 metrów  | Liu Xianwei                                      | 2:14,354        | 3.              |                    |                    | 2:14,500           | 5.                 | Nie awansował      | 15.                |
| Bieg na 1500 metrów  | Liang Wenhao                                     | 2:16,152        | 1.              |                    |                    | 2:15,453           | 2.                 | 2:48,192           | 6.                 |
| Bieg na 1500 metrów  | Song Weilong                                     | 2:20,095        | 6.              |                    |                    | Nie awansowała     | Nie awansowała     | Nie awansowała     | 33.                |
| Sztafeta 5000 metrów | Han Jialiang Liu Xianwei Ma Yunfeng Song Weilong |                 |                 |                    |                    | 6:43,601           | 1.                 | 6:44,630           | 4.                 |

## Snowboard
Kobiety
| Konkurencja | Zawodniczka | Kwalifikacje | Kwalifikacje | Kwalifikacje | Kwalifikacje | Półfinał       | Półfinał       | Półfinał       | Półfinał       | Finał          | Finał          | Finał          | Finał          |
| Konkurencja | Zawodniczka | 1. zjazd     | 2. zjazd     | Najlepszy    | Miejsce      | 1. zjazd       | 2. zjazd       | Najlepszy      | Miejsce        | 1. zjazd       | 2. zjazd       | Najlepszy      | Miejsce        |
| ----------- | ----------- | ------------ | ------------ | ------------ | ------------ | -------------- | -------------- | -------------- | -------------- | -------------- | -------------- | -------------- | -------------- |
| Halfpipe    | Sun Zhifeng | 38,2         | 39,9         | 39,9         | 6.           |                |                |                |                | 29,8           | 33,0           | 33,0           | 7.             |
| Halfpipe    | Liu Jiayu   | 26,3         | 33,3         | 33,3         | 12.          | 41,1           | 36,2           | 41,1           | 2.             | 39,3           | 34,9           | 39,3           | 4.             |
| Halfpipe    | Cai Xuetong | 14,1         | 19,3         | 19,3         | 23.          | Nie awansowała | Nie awansowała | Nie awansowała | Nie awansowała | Nie awansowała | Nie awansowała | Nie awansowała | Nie awansowała |

Mężczyźni
| Konkurencja | Zawodnik     | Kwalifikacje | Kwalifikacje | Kwalifikacje | Kwalifikacje | Półfinał      | Półfinał      | Półfinał      | Półfinał      | Finał         | Finał         | Finał         | Finał   |
| Konkurencja | Zawodnik     | 1. zjazd     | 2. zjazd     | Najlepszy    | Miejsce      | 1. zjazd      | 2. zjazd      | Najlepszy     | Miejsce       | 1. zjazd      | 2. zjazd      | Najlepszy     | Miejsce |
| ----------- | ------------ | ------------ | ------------ | ------------ | ------------ | ------------- | ------------- | ------------- | ------------- | ------------- | ------------- | ------------- | ------- |
| Halfpipe    | Zeng Xiaoye  | 14,0         | 32,8         | 32,8         | 5.           | 32,9          | 16,2          | 32,9          | 10.           | Nie awansował | Nie awansował | Nie awansował | 16.     |
| Halfpipe    | Shi Wancheng | 15,8         | 18,0         | 18,0         | 19.          | Nie awansował | Nie awansował | Nie awansował | Nie awansował | Nie awansował | Nie awansował | Nie awansował | 35.     |

## Łyżwiarstwo szybkie
Kobiety
| Zawodnik     | Konkurencja   | Konkurencja   | Konkurencja   | Konkurencja   | Konkurencja   | Konkurencja   | Konkurencja    | Konkurencja    | Konkurencja    | Konkurencja    | Konkurencja    | Konkurencja    |
| Zawodnik     | Bieg na 500 m | Bieg na 500 m | Bieg na 500 m | Bieg na 500 m | Bieg na 500 m | Bieg na 500 m | Bieg na 1000 m | Bieg na 1000 m | Bieg na 1500 m | Bieg na 1500 m | Bieg na 3000 m | Bieg na 3000 m |
| Zawodnik     | Bieg 1        | Bieg 1        | Bieg 2        | Bieg 2        | Łączny czas   | Miejsce       | Bieg na 1000 m | Bieg na 1000 m | Bieg na 1500 m | Bieg na 1500 m | Bieg na 3000 m | Bieg na 3000 m |
| Zawodnik     | Czas          | Miejsce       | Czas          | Miejsce       | Łączny czas   | Miejsce       | Czas           | Miejsce        | Czas           | Miejsce        | Czas           | Miejsce        |
| ------------ | ------------- | ------------- | ------------- | ------------- | ------------- | ------------- | -------------- | -------------- | -------------- | -------------- | -------------- | -------------- |
| Wang Beixing | 38,487        | 3.            | 38,144        | 3.            | 76,631        | brąz          | 1:18,30        | 24.            |                |                |                |                |
| Zhang Shuang | 38,530        | 5.            | 38,807        | 13.           | 77,337        | 7.            |                |                |                |                |                |                |
| Jin Peiyu    | 38,686        | 8.            | 38,771        | 11.           | 77,457        | 8.            | 1:17,97        | 18.            |                |                |                |                |
| Xing Aihua   | 38,792        | 11.           | 38,849        | 16.           | 77,641        | 13.           |                |                |                |                |                |                |
| Yu Jing      |               |               |               |               |               |               | 1:19,13        | 32.            |                |                |                |                |
| Ren Hui      |               |               |               |               |               |               | 1:19,18        | 33.            |                |                |                |                |
| Wang Fei     |               |               |               |               |               |               |                |                | 2:00,65        | 20.            | 4:18,42        | 22.            |
| Fu Chunyan   |               |               |               |               |               |               |                |                |                |                | 4:20,62        | 25.            |

Mężczyźni
| Zawodnik      | Konkurencja   | Konkurencja   | Konkurencja   | Konkurencja   | Konkurencja   | Konkurencja   | Konkurencja    | Konkurencja    | Konkurencja    | Konkurencja    |
| Zawodnik      | Bieg na 500 m | Bieg na 500 m | Bieg na 500 m | Bieg na 500 m | Bieg na 500 m | Bieg na 500 m | Bieg na 1000 m | Bieg na 1000 m | Bieg na 1500 m | Bieg na 1500 m |
| Zawodnik      | Bieg 1        | Bieg 1        | Bieg 2        | Bieg 2        | Łączny czas   | Miejsce       | Bieg na 1000 m | Bieg na 1000 m | Bieg na 1500 m | Bieg na 1500 m |
| Zawodnik      | Czas          | Miejsce       | Czas          | Miejsce       | Łączny czas   | Miejsce       | Czas           | Miejsce        | Czas           | Miejsce        |
| ------------- | ------------- | ------------- | ------------- | ------------- | ------------- | ------------- | -------------- | -------------- | -------------- | -------------- |
| Yu Fengtong   | 35,116        | 7.            | 35,120        | 7.            | 70,236        | 7.            |                |                |                |                |
| Zhang Zhongqi | 35,175        | 14.           | 35,113        | 6.            | 70,288        | 10.           |                |                |                |                |
| Wang Nan      | 35,915        | 26.           | 35,928        | 25.           | 71,843        | 25.           | 1:11,82        | 31.            |                |                |
| Liu Fangyi    | 36,193        | 34.           | 36,047        | 26.           | 72,240        | 28.           |                |                |                |                |
| Gao Xuefeng   |               |               |               |               |               |               | 1:50,78        | 34.            |                |                |
| Sun Longjiang |               |               |               |               |               |               |                |                | 1:51,30        | 35.            |